# Brottsplatsutredning

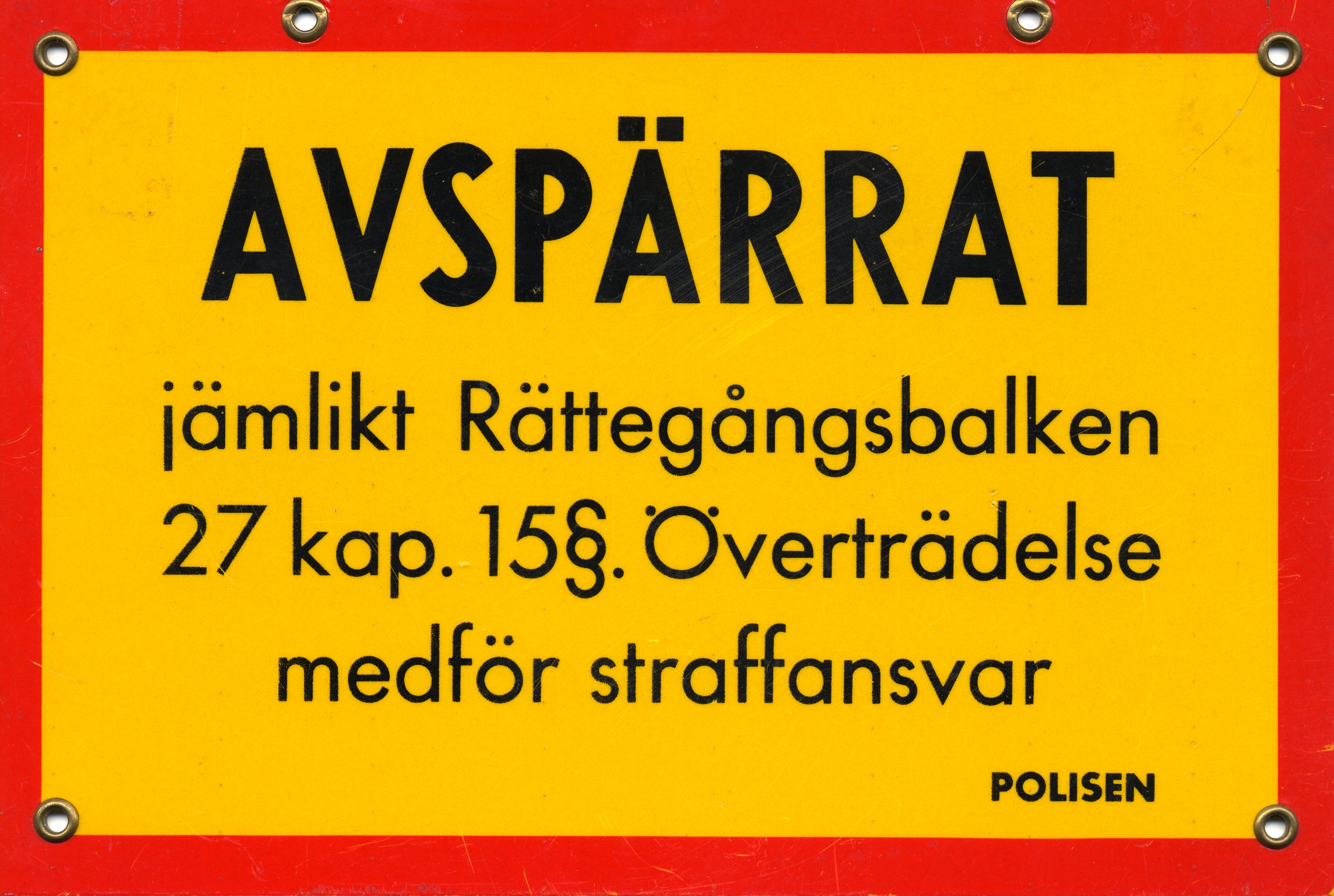
Avspärrningsskylt för brottsplats. Dessa sätts ofta upp vid en brottsplats när utredning pågår

Brottsplatsutredning ligger under begreppet förundersökning och är en undersökning av en brottsplats som under förundersökningsbegreppet inom svensk polis oftast benämns Teknisk undersökning, eller brottsplatsundersökning. Polisen gör under den tekniska undersökningen en noggrann undersökning av en brottsplats, i syfte att konstatera hur ett brott begåtts, och ibland om ett brott begåtts, eller för att klargöra omständigheter under ett brott. Förundersökningen i sig syftar till att bibringa bevisning i ett sammanhang, för att väcka åtal mot någon person som har gjort sig skyldig till brott. Under den tekniska undersökningen söker man bevis eller söker klargöra omständigheter som talar för att en person har begått brottet, samt hur personen har burit sig åt under brottet. Ofta kräver en brottsplatsundersökning polismän som benämns kriminaltekniker. Dessa är tekniskt utbildade polismän, som bl.a. kan söka bevisning i form av fot- och fingeravtryck, DNA-spår, fibrer ifrån kläder mm. I vissa fall anlitas sakkunniga personer för att göra speciella undersökningar. Exempelvis tågolyckor, bränder m.m. Dessa sakkunniga rapporterar till polisen, för att infoga sina uppgifter och slutsatser i polisens/åklagarens förundersökning.